# Naturschutzgebiet Wiebelsaat
Das Naturschutzgebiet Wiebelsaat ist ein 25,71 ha großes Naturschutzgebiet (NSG) südwestlich bzw. nördlich vom Dorf Wiebelsaat in der Stadt Meinerzhagen im Märkischen Kreis in Nordrhein-Westfalen. Das NSG wurde 2001 vom Kreistag des Märkischen Kreises mit dem Landschaftsplan Nr. 6 Meinerzhagen ausgewiesen. Das NSG geht bis zur Stadtgrenze nach Kierspe. Das NSG besteht aus vier Teilflächen.

## Gebietsbeschreibung
Bei dem NSG handelt es sich um das Wiesental der mäandrierende Wiebelsaat mit der Flussaue. Im NSG gibt es Bereiche mit Erlenwald. Sonst liegt meist Grünland im NSG. Das Grünland ist teilweise brach gefallen.

## Schutzzweck
Das Naturschutzgebiet wurde zur Erhaltung und Entwicklung des Wiesentals und als Lebensraum gefährdeter Tier und Pflanzenarten ausgewiesen. Wie bei anderen Naturschutzgebieten in Deutschland wurde in der Schutzausweisung darauf hingewiesen, dass das Gebiet „wegen der landschaftlichen Schönheit und Einzigartigkeit“ zum Naturschutzgebiet wurde.
Für das NSG gibt es das spezielle Verbot „die bodenständigen Nasswaldbereiche (Bach-Erlen-Eschenwald, Erlensumpfwald) rein forstlich zu nutzen“.